# Andersonia (Plantae)
Andersonia, biljni rod iz porodice vrjesovki smješten u tribus Cosmelieae, dio potporodice Epacridoideae. Rod je ograničen na jugozapadnu Australiju
To su zimzeleni grmovi do jedan metar visine sa 30 priznatih vrsta. Ime roda dano je u počast Williamu Andersonu, pomorskom kirurgu i prirodoslovcu, koji je pratio Jamesa Cooka na nekoliko putovanja.

## Vrste
1. Andersonia annelsii Lemson
2. Andersonia aristata Lindl.
3. Andersonia auriculata L.Watson
4. Andersonia axilliflora (Stschegl.) Druce
5. Andersonia barbata L.Watson
6. Andersonia bifida L.Watson
7. Andersonia brachyanthera F.Muell.
8. Andersonia brevifolia Sond.
9. Andersonia caerulea R.Br.
10. Andersonia carinata L.Watson
11. Andersonia echinocephala (Stschegl.) Druce
12. Andersonia ferricola Lemson
13. Andersonia geniculata Lemson
14. Andersonia gracilis DC.
15. Andersonia grandiflora Stschegl.
16. Andersonia hammersleyana Lemson
17. Andersonia heterophylla Sond.
18. Andersonia involucrata Sond.
19. Andersonia latiflora (F.Muell.) Benth.
20. Andersonia lehmanniana Sond.
21. Andersonia longifolia (Benth.) L.Watson
22. Andersonia macranthera F.Muell.
23. Andersonia micrantha R.Br.
24. Andersonia parvifolia R.Br.
25. Andersonia pauciflora Sond.
26. Andersonia pinaster Lemson
27. Andersonia redolens Lemson
28. Andersonia setifolia Benth.
29. Andersonia simplex (Stschegl.) Druce
30. Andersonia sprengelioides R.Br.

## Sinonimi
- Antherocephala DC.
- Atherocephala DC.
- Homalostoma Stschegl.
- Sphincterostoma Stschegl.